# Муравейник (Черниговская область)
Муравейник (укр. Муравейник) — село в Новгород-Северском районе Черниговской области Украины. Население — 79 человек. Занимает площадь 0,32 км².
Почтовый индекс: 16042. Телефонный код: +380 4658.

## Власть
Орган местного самоуправления — Поповский сельский совет. Почтовый адрес: 16042, Черниговская обл., Новгород-Северский р-н, с. Поповка, ул. Советская, 4.